# Lega delle ragazze tedesche
La Lega delle ragazze tedesche (Bund Deutscher Mädel, BDM in tedesco), era l'ala femminile della Hitlerjugend (HJ) o Gioventù hitleriana, il movimento giovanile del Partito Nazionalsocialista Tedesco dei Lavoratori (NSDAP). Data l'ideologia nazista incentrata sulla superiorità razziale e l'antisemitismo, la BDM era riservata alle sole ragazze ariane dai 10 ai 18 anni, non affette da malattie ereditarie. Le più piccole (dai 10 ai 14 anni) erano raggruppate in una sotto-lega chiamata Jungmädelbund (JM) o Lega delle giovani ragazze.
Agli inizi la lega aveva pochi iscritti (nel 1931 ne contava 1700); ma quando i nazisti giunsero al potere e, a parte l'associazionismo giovanile cattolico che per alcuni anni venne malamente tollerato, vietarono qualsiasi altro associazionismo giovanile (1933), la BDM divenne la più grande associazione femminile al mondo con un numero totale di iscritti che raggiunse i 4,5 milioni nel 1944.
Dal 1936 l'iscrizione divenne obbligatoria. Nel 1938 venne creata nella BDM la sotto-sezione Glaube und Schönheit o Fede e Bellezza, associazione facoltativa per giovani donne dai 18 ai 21 anni che doveva fungere da collegamento temporale con la Nationalsozialistische Frauenschaft o Lega delle donne nazionalsocialiste, ala femminile del partito nazista a cui ci si iscriveva a 21 anni compiuti. Il processo di Gleichschaltung o Forzato allineamento iniziato nel 1933 poteva così usufruire di potenti e monopolistici strumenti organizzativi e propagandistici per la totale sottomissione ideologica al nazismo anche delle nuove generazioni femminili.

## Formazione e sviluppo

### Origini

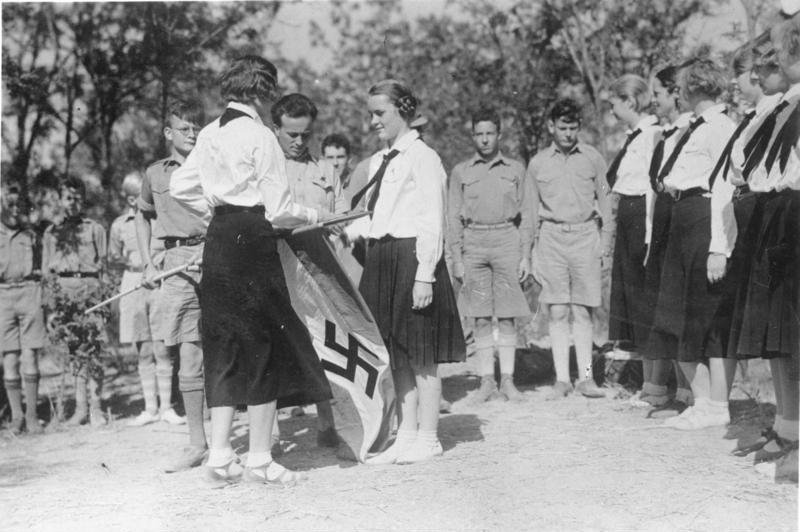
Membri della HJ e della BDM a Thientsin, Cina.

Già dal 1923 all'interno del Partito nazista erano sorte le prime sezioni giovanili femminili, costituite qua e là in parallelo alla Gioventù hitleriana, chiamate  Schwesternschaften der Hitler-Jugend, traducibile in Sorelle della Gioventù hitleriana; ma la partecipazione era bassa. Nel giugno 1930 tutte queste organizzazioni vennero raccolte in un'unica struttura organizzativa chiamata appunto Bund deutscher Mädel (BDM) o Lega delle ragazze tedesche che nel 1931, con 1711 effettivi e sotto la leadership di Elisabeth Greiff-Walden, venne incorporata nella Hitler-Jugend. La denominazione completa era Bund Deutscher Mädel in der Hitler-Jugend o Lega delle ragazze tedesche nella Gioventù hitleriana.
Negli anni 1930-31 nascono le prime sezioni locali delle varie organizzazioni naziste che si curavano della gioventù: le BDM, il Nationalsozialistischer Schülerbund (NSS) o Federazione studentesca nazionalsocialista (solo scuole primarie) con il corrispettivo femminile (Nationalsozialistischer Schülerinnenbund) e gli Jungmädchengruppen o Gruppi di giovani ragazze che gravitavano attorno alla NSF (Nationalsozialistische Frauenschaft), l'organizzazione femminile del Partito nazista. Nel 1930 nasce la sezione locale di Berlino, nel 1931 quella di Danzica.

### Adesione obbligatoria

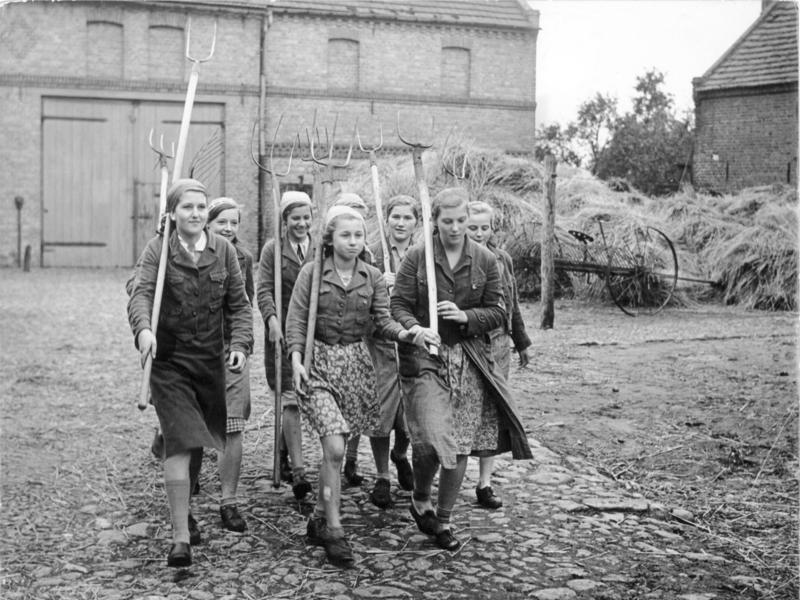
Ragazze tedesche tornano dopo una giornata di raccolta del fieno

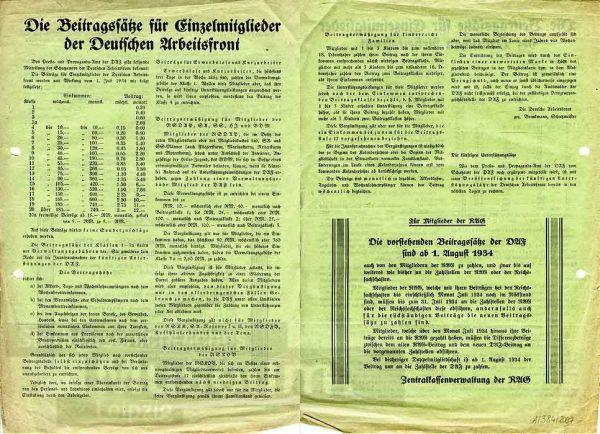
Libro verde in cui sono scritte le aliquote contributive per i singoli membri del Fronte del lavoro tedesco(BDM, HJ, SSSA, NSDAP)

Dopo la presa del potere da parte dei nazisti e l'inizio della Gleichschaltung, Baldur von Schirach che il 30 ottobre 1931 era stato nominato leader della Gioventù hitleriana, sezione giovanile del Partito nazista, il 17 giugno 1933 diventa Jugendführer des Deutschen Reiches o Leader della gioventù del Reich tedesco. Da funzionario di partito diventa funzionario dello Stato tedesco: le sue decisioni diventano legge dello Stato. Infatti in quello stesso giorno viene emessa l'ordinanza che sciolse d'imperio qualsiasi altro associazionismo giovanile che non fosse quello orbitante attorno al Partito nazista, consentendo così l'inizio dell'incredibile ingrossamento delle file della HJ e della BDM e l'indottrinamento ideologico a senso unico della gioventù tedesca, basato sul Führerprinzip o Supremazia del capo, sull'antisemitismo, sull'Herrenvolk o supremazia della razza tedesca.
(Adolf Hitler, Mein Kampf)
Il Reichskonkordat ovvero il Concordato stipulato il 20 luglio 1933 tra la Germania nazista e la Santa Sede diede un po' di respiro alle associazioni giovanili cattoliche del Terzo Reich i cui aderenti venivano tuttavia svillaneggiati e sottoposti ad atti di prepotenza se non di violenza. Questo vantaggio delle strutture cattoliche durò poco. Infatti con l'approvazione della legge sulla Gioventù hitleriana, del 1º dicembre 1936 tutti i giovani del Terzo Reich, sia ragazzi che ragazze, dovevano obbligatoriamente aderire alla Gioventù hitleriana o alla Lega delle ragazze tedesche, a partire dall'età di dieci anni. Dovevano essere cittadini tedeschi di razza ariana ed esenti da malattie ereditarie. Tale adesione era necessaria per accedere all'università e alla maggior parte delle professioni.
La tradizione organizzativa femminile che aveva segnato la Repubblica di Weimar non poteva essere ignorata dal regime nazista: occorreva infatti rafforzare una struttura che fosse in grado di mobilitare e indottrinare le donne. Nel 1931 il partito creò l'organizzazione nazista femminile che raccoglieva tutte le organizzazioni femminili di orientamento nazista sorte più o meno a partire dal 1923. La gestione delle donne divenne un motivo di lotta interna al partito, facendo fiorire altre organizzazioni femminili gestite da un nazista. Nacque così la Lega delle ragazze tedesche guidata da Baldur von Schirach, capo della HJ. Uno degli elementi di forte indottrinamento ideologico era rappresentato dal cosiddetto Arbeitsmaiden, il piano delle Ragazze al lavoro: ogni ragazza doveva trascorrere un periodo di sei mesi all'interno di campi agricoli, tagliando i contatti con la famiglia per tutto il periodo di servizio (Slesia, Pomerania e Prussia sono state le regioni scelte in via prioritaria per tale attività agricola). Con la guerra la durata di questo periodo venne aumentata, arrivando nel 1941 a due anni e mezzo.

## I leader della HJ e della BDM
La BDM, ossia la Lega delle fanciulle tedesche, nacque nel 1930 all'interno della HJ.
Fino al 1934, la BDM era sotto la leadership della Gioventù hitleriana maschile, con a capo Baldur von Schirach, fino a che Trude Mohr, ex impiegata delle poste, venne nominata alla BDM Reichsreferentin (l'altoparlante nazionale).
Nel 1937 Mohr si sposò, fu dimessa dalla sua carica (i membri del BDM dovevano essere celibi e senza figli), e sostituita da Jutta Rüdiger, una dottoressa di psicologia che rimase in carica fino alla fine della guerra. Ruediger scrisse diversi libri sulla BDM dopo la guerra, tra cui "Ein Leben für die Jugend", "Der BDM – Eine Richtigstellung", e "Hitlerː Kinder antworten", a cura di Guido Knopp. Infine nel 1940 fu nominato leader della HJ Artur Axmann.

## L'uniforme
L'uniforme della BDM consisteva in una gonna blu scuro, camicia bianca, un fazzoletto nero o cravatta stretti da anelli di legno con distintivo del gruppo, calze e scarpe da marcia. D'inverno veniva indossato un berretto di lana nero, una giacca marrone e, per quando era ancora più freddo, un lungo cappotto marrone. La BDM nel 1939 aggiunse all'uniforme del leader, un costume blu scuro indossato con una camicia bianca (senza fazzoletto o cravatta), un cappello blu scuro e un mantello blu o un cappotto. Non era permesso avere scarpe col tacco alto e calze di seta, e gli unici gioielli previsti erano un anello o un bracciale.

## Programma

### Obiettivi
L'obiettivo principale della BDM (come anche nei gruppi maschili) era educare al nazionalsocialismo. Il programma e le attività delle ragazze però, erano molto diverse da quelli dei ragazzi, perché i nazisti ponevano gli uomini e le donne in ruoli molto diversi. Già all'età di quattordici anni, le giovani ragazze dovevano prendere coscienza della loro missione nel Terzo Reich, ovvero procreare figli sani e svolgere il loro futuro ruolo di madri e di mogli, ritenuto una funzione vitale per la Germania nazista. La maternità è vista come l'equivalente del servizio militare per l'uomo, con il compito di "dare un figlio al Führer".

### Attività

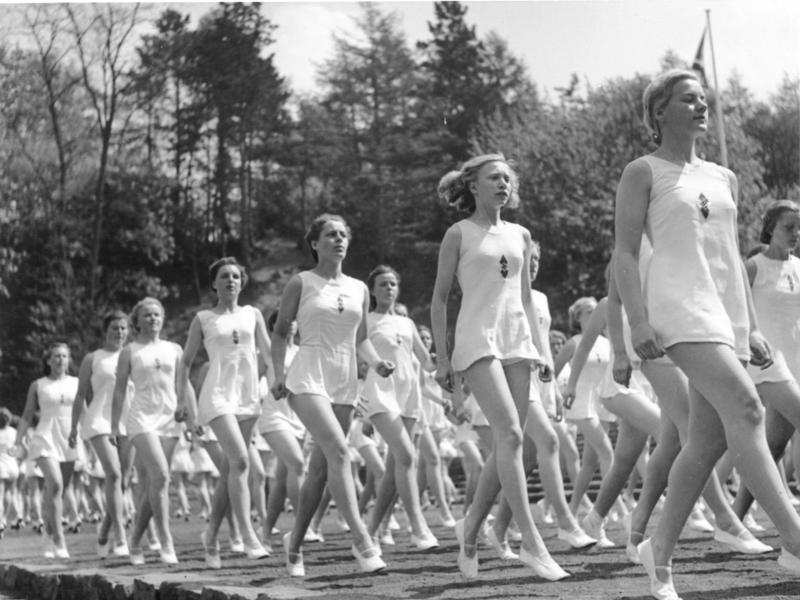
Bundesarchiv Bild 183-2000-0110-500, BDM, Gymnastikvorführung

L'attività predominante nella BDM è l'educazione fisica, non solo per la salute del corpo, ma anche per disciplina e padronanza di sé, al fine di rendere i corpi delle ragazze robusti e idonei alla maternità. Scrive Hitler: «quanto all'educazione delle ragazze, nello Stato tedesco il primo posto deve essere per l'educazione fisica; solo dopo vanno considerati i valori spirituali e intellettuali. Il fine da tener sempre davanti agli occhi quando si educano ragazze è che un giorno dovranno essere madri».
Jutta Rϋdiger, nominata leader della BDM dal 1937 al 1945, in un discorso radiofonico definì i principi del programma nazionalsocialista per le ragazze: «le ragazze sono addestrate per diventare donne forti, coraggiose, future compagne dei soldati e madri»; aggiunse inoltre che, a proposito delle attività formative «ogni ragazza che partecipa a un corso di formazione professionale, ma anche nel lavoro del Fronte del lavoro tedesco, riceverà un badge speciale dal BDM, che ha lo scopo di dimostrare la formazione che è stata sottoposta alle ragazze». 
A dodici anni la ragazza della BDM veniva sottoposta ad un test atletico, e doveva acquisire familiarità con le organizzazioni della Gioventù hitleriana; infine riceveva un distintivo di merito nel momento in cui tutto il suo gruppo avesse superato la prova. Tutto ciò serviva per far prendere coscienza alle ragazze che anche gli obiettivi più grandi possono essere raggiunti con cooperazione e coraggio.
Altre attività proposte erano: gite, escursioni, incontri, raccolte di beneficenza, musica, canti nazisti, teatro, danza, servizio sanitario, attività geografica (destinato principalmente per le ragazze con conoscenza delle lingue straniere), campeggio (quest'ultimo si trattava di un vero e proprio campo di addestramento militare) e altre attività.
Numerosi erano i gruppi di lavoro dedicati ad artigianato, arte e scultura, design e cucito (attività offerte dal movimento Fede e bellezza nato nel 1938).
Importanti erano inoltre i corsi di economia domestica (scienza della casa, cucina casalinga) e di eugenetica, igiene, studio degli organi riproduttivi di ambedue i sessi, concepimento, parto, purezza della razza, salute della famiglia, puericoltura. 
Le ragazze tedesche non avevano molto tempo libero; le gare di atletica e le attività di partito occupavano l'intero pomeriggio. Le sere erano dedicate alle Heimabende, adunanze serali nella casa del Partito, in cui si discuteva di questioni culturali di politica, attualità, abbigliamento.
Il fine settimana era dedicato a gite e marce di carattere militare, con lo scopo di rendere le ragazze dure e resistenti.
Vennero creati anche dei gruppi speciali, ognuno con specifici compiti: alcune avrebbero compiuto marce e dormito sotto le tende durante il fine settimana; altre dovevano prendere parte ad esercizi di difesa antiaerea.
A diciassette anni la ragazza poteva decidere se seguire un corso in materia di salute, o continuare a lavorare nelle associazioni antiaeree.
La BDM allenava con gran cura le donne destinate a essere dirigenti. In tutta la Germania esistevano scuole speciali BDM per preparare le giovani addette ai posti di comando. Secondo cifre di frequenza, le più famose scuole erano quelle di Potsdam presso Berlino e quella di Boyden nella Prussia orientale.
Ogni ottobre le dirigenti delle sezioni locali erano chiamate a Berlino per i corsi accelerati di ideologia e corsi di igiene e di eugenetica. Oltre a ciò, vi si tenevano numerose convenzioni distrettuali ove le dirigenti BDM dovevano intervenire. Inoltre il partito offriva un corso avanzato per dirigenti che desideravano dare esami di concorso per i ranghi superiori.
Nel momento in cui la ragazza ormai ventunenne lasciava la BDM, ci si aspettava che essa avesse acquisito una visione del mondo nazionalsocialista e, che possedesse un corpo forte e in buona salute, un equilibrio interiore, coraggio e orgoglio per la propria Nazione e per il proprio leader.

## Le ragazze durante la guerra
In un articolo dell'estate del 1943, (in cui si racconta anche l'importanza delle donne nella comunità della Gioventù hitleriana e i loro doveri verso il proprio paese) lo stesso Führer disse ai suoi ragazzi: «tu hai la gioia di partecipare nei primi anni che decideranno il destino della Nazione». Incitando così di fatto i giovani tedeschi a far parte della comunità giovanile hitleriana, e a dare il proprio contributo nel vincere la guerra.
Anche le giovani donne tedesche quindi, sono state coinvolte nella seconda guerra mondiale, ma non nel combattimento. Le ragazze più giovani insieme ai ragazzi raccoglievano donazioni. Cori e gruppi musicali contribuivano a mantenere alto il morale dei soldati feriti in ospedale, e alcune unità BDM inviavano pacchetti ai soldati al fronte. Le ragazze più grandi si offrivano volontarie come aiutanti infermieri negli ospedali per assistere i soldati feriti (le ragazze che servivano come infermiere facevano parte della Croce Rossa tedesca), mentre altre si dirigevano nelle stazioni ferroviarie per aiutare profughi e soldati feriti.
Alcune furono impiegate anche nella difesa contraerea (FlaK, acronimo tedesco di FlugabwehrKanone, in italiano cannone contraereo). Ciò avvenne soprattutto dopo il 1943 quando il livello delle incursioni aeree alleate aumentò e la capacità di difesa delle città tedesche diminuì. Le ragazze costituivano nel Flak non solo equipaggio, ma personale ausiliario, operatrici di faro e impiegate.
Infine le ragazze furono anche impiegate come guardie dei campi di concentramento; una stima suggerisce che circa 3.500 donne tedesche lavoravano come guardie e supervisori nei campi.

## La scuola pubblica
Gregor Ziemer, fondatore e direttore negli anni trenta della Scuola americana a Berlino, andato in Europa durante la guerra a seguito dei servizi di propaganda alleati, espone nel suo libro Educazione alla morte, come si crea un nazista, il modello scolastico, l'educazione e l'inquadramento dell'infanzia e della gioventù tedesca durante il Terzo Reich.
Dato che ebbe il permesso di visitare le scuole tedesche dei diversi gradi e le varie associazioni giovanili, Ziemer raccolse documenti, interviste, commenti di insegnanti, allievi e membri delle organizzazioni; analizzò l'organizzazione della Grundschulen (le scuole elementari) femminile in Germania (visitò la scuola di Berlin-Schmargendorf), cercò di capire chi insegnava, cosa e come insegnavano, come veniva organizzata la giornata scolastica degli alunni.
La scuola cominciava alle otto e mezzo del mattino dal lunedì al sabato, e la maggior parte della giornata veniva dedicata alle scienze domestiche, all'eugenetica e alla cultura fisica. Si tenevano lezioni di aritmetica, di tedesco (dove gli alunni imparavano a leggere, a scrivere e la letteratura tedesca); venivano fatti corsi di cucina, lavoro di casa, cura dei bambini e dei malati, di ragioneria domestica, e corsi sui fenomeni sessuali. Le lezioni duravano quarantacinque minuti con cinque minuti di riposo tra l'una e l'altra, e l'intervallo era di trenta minuti dedicati ad esercizi sportivi.
Importante erano l'insegnamento della "scienza delle razze" (Rassenkunde), attraverso il quale si metteva in luce i difetti di tutte le razze non ariane, e la conoscenza di chi è e che cosa pensa Hitler. Ogni lezione insegnava loro quello che occorreva sapere per diventare buone massaie e madri.
I pomeriggi e il fine settimana, erano dedicati agli eventi sportivi (organizzati in palestre sportive e nei campi situati vicino ma anche lontano da scuola), o a marce (le lezioni saltate venivano segnate dal caposquadra e studiate poi). 
La lettura di fiabe nelle scuole era proibita perché viste dal partito come antiquate, tanto che Hitler voleva ragazze che disprezzassero tutto ciò che riguardava il sentimento, la pace, l'umanità, la verità, ma pronte a dare la vita per lui e per il proprio paese.
Non venivano usati manuali di guida (gli unici libri usati erano impregnati di propaganda razzista e militarista), e non venivano assegnati i compiti a casa.
Parecchie sere della settimana, bisognava recarsi, obbligatoriamente, alla casa del partito per le lezioni speciali su argomenti sessuali, ideologia, scienze domestiche, difesa militare e civile, sulla cultura nordica e del posto della donna come procreatrice di soldati.
Le scuole tedesche non avevano biblioteche; le ragazze non hanno il permesso di comprare libri a volontà, e tutte le pubblicazioni che trattavano di politica potevano essere comprate esclusivamente nel Braune Laden (la bottega bruna), ove le ragazze compravano anche le loro uniformi, gli accessori e i distintivi.
Un'ulteriore osservazione riguardo all'organizzazione della scuola pubblica, è quello della scrittrice Erika Mann (figlia del premio Nobel per la letteratura Thomas Mann), testimone vigile del degrado culturale ed umano della Germania nazista. La scrittrice negli Stati Uniti, pubblica nel 1938 uno studio ben documentato e ricco di testimonianze dei sistemi educativi adottati dal regime nazista.
Scrive: «In Germania la vita di tutti i tedeschi ha subito sostanziali mutamenti da quando Hitler è diventato cancelliere del Reich».
Il cittadino tedesco che fino al febbraio 1933 godeva di libertà di decidere su cosa fare e come gestire la propria vita, ora deve essere prima di tutto un nazionalsocialista, e deve quindi credere in quella che il Führer chiama "concezione del mondo nazionalsocialista".
I primi ad essere colpiti da questo nuovo modo di pensare e comportarsi furono proprio i bambini: la scuola che frequenta, l'organizzazione giovanile di cui fa parte, i film che gli è concesso di vedere, tutto la sua vita appartiene allo Stato nazista.
È stata proprio la gioventù la carta migliore del Führer, prima di tutto per la sua fragilità, e secondo perché i bambini che diventeranno adulti di domani sapranno chi li ha conquistati davvero, e costui verrà visto come il signore del futuro.
Scrive Hitler in un passo del suo Mein Kampf: «la sua istruzione e la sua educazione (del giovane connazionale) devono mirare a dargli la sicurezza della sua totale superiorità sugli altri».
Erika Mann già dal 1936, vide il disprezzo che Hitler nutriva nei confronti dell'educazione scientifica scolastica: «Prima di tutto la mente dei giovani, non deve essere oberata di nozioni che nella proporzione di 95 su 100 sono inutili per loro e che quindi essi non ricordano», dice lo stesso Hitler. Il motivo? semplice: per la dittatura è indispensabile mantenere l'ignoranza del popolo, in modo da imporre le proprie idee e menzogne. Per Hitler i principi su cui si deve basare l'insegnamento scolastico sono: la fede e l'amore per il Fϋhrer, l'ostilità per i nemici della Germania, il fanatismo che alimenta le masse spinte dall'isterismo, meno sapere e più azione militare, e l'avvento della propaganda, che si sostituisce alla cultura. 
Il 30 aprile 1934, si ebbe la realizzazione, dopo un anno di preparativi, del programma educativo hitleriano, e fu nominato come ministro del Reich per la scienza, l'educazione e la formazione del popolo Bernhard Rust. Quest'ultimo ridusse la durata degli studi obbligatori di un anno, abbreviò la settimana scolastica, promosse il sabato come giornata nazionale della gioventù (i giovani della HJ sono dispensati dalle lezioni per compiere, in uniforme, il loro servizio civico, mentre altri devono seguire dei corsi di politica nazionale), e riportò delle riforme per quanto riguarda la decisione di chi doveva insegnare: nell'inverno del 1933 infatti, vennero licenziati tutti gli insegnanti di discendenza ebraica o non ariana, e nel luglio i docenti dovevano dedicarsi allo studio dell'ideologia nazionalsocialista e al Mein Kampf di Hitler.

## Composizione
- Inge Dombrowski (1927 - Berlino, 23 aprile 1945). Nata in Germania da una famiglia di origine slava germanizzata, dal 20 gennaio 1942, solo pochi mesi dopo essere entrata nelle SS, fu membro del gruppo.[8] Nell'aprile 1945, fu arruolata dalla Wehrmacht durante la battaglia di Berlino, poiché il partito nazista chiedeva a tutti gli uomini e le donne validi di difendere la città. Combatté come parte ausiliare di un equipaggio Flak 88, ma la loro pistola esaurì le munizioni mentre l'avanzata sovietica continuava. La notte del 23 aprile, mentre le truppe dell'Armata Rossa invadevano le postazioni di artiglieria, diede la sua pistola al suo luogotenente, il comandante della sua compagnia, e gli chiese di spararle. Fece un ultimo saluto nazista prima che il giovane luogotenente, dopo lunghe e dolorose esitazioni, le sparasse a morte, e lui procedette a spararsi alla testa per il rimorso.[9]

### Fonti primarie
- (DE) Gisela Miller-Kipp (a cura di), "Auch Du gehörst dem Führer." Die Geschichte des Bundes Deutscher Mädel (BDM) in Quellen und Dokumenten, (Materialien zur historischen Jugendforschung), Weinheim, München, Juventa-Verlag, 2001, ISBN 3-7799-1131-0.
- (DE) HJ-BDM (a cura di), Dienstvorschrift der Hitlerjugend: "Der Jungmädeldienst", Berlino, Reichsjugendführung, 1940.

### Fonti secondarie
- (EN) Michael H. Kater, Hitler Youth, Cambridge US-MA, Harvard University Press, 2004, ISBN 978-0-674-01991-1.
- (EN) Claudia Koonz, Mothers in the Fatherland: Women, the Family and Nazi Politics, New York, St. Martin's Press, 1988, ISBN 978-0-312-02256-3.
- Gregor Ziemer, Educazione alla morte, come si crea un nazista, a cura di Bruno Maida, Città Aperta Edizioni, 2006, ISBN 88-8137-233-9.